# Apodopsyllus spinipes
Apodopsyllus spinipes är en kräftdjursart som först beskrevs av Nicholls 1939.  Apodopsyllus spinipes ingår i släktet Apodopsyllus, och familjen Paramesochridae. Arten är reproducerande i Sverige.